# Rhachomyces canariensis
Rhachomyces canariensis är en svampart som beskrevs av Thaxt. 1900. Rhachomyces canariensis ingår i släktet Rhachomyces och familjen Laboulbeniaceae.  Arten är reproducerande i Sverige. Inga underarter finns listade i Catalogue of Life.